# Bakhantke
Bakhantke (menade) so v grški mitologiji spremljevalke Dioniza na njegovih pohodih, ki so bile ob glasbi in plesu, podelitev se po gorah, obsedenec s strastjo. Tako so ga spremljale med dolgim pohodom v Indijo.

## Splošne lastnosti
Niso spadale med svečenice, vendar so imele pomembno mesto v veri in kulturi svojega boga.
Med orgiastičnim plesom so padle v mistično ekstazo ter tako dobile čudežno in strašno moč, kateri so (nesrečno) podlegli tudi nekateri junaki. V tej vlogi so jih imenovali menade (pobesenele). 
Kot muze oziroma Apolonove služabnice so s svojimi čarobnimi močmi navdihovale pesnike.

## Videz
Oblečene so bile v levjo kožo, pogosto z razgaljenimi prsi. Nosile so tirzos - palico, ovito s vinsko trto in bršljanom. 